# Šu

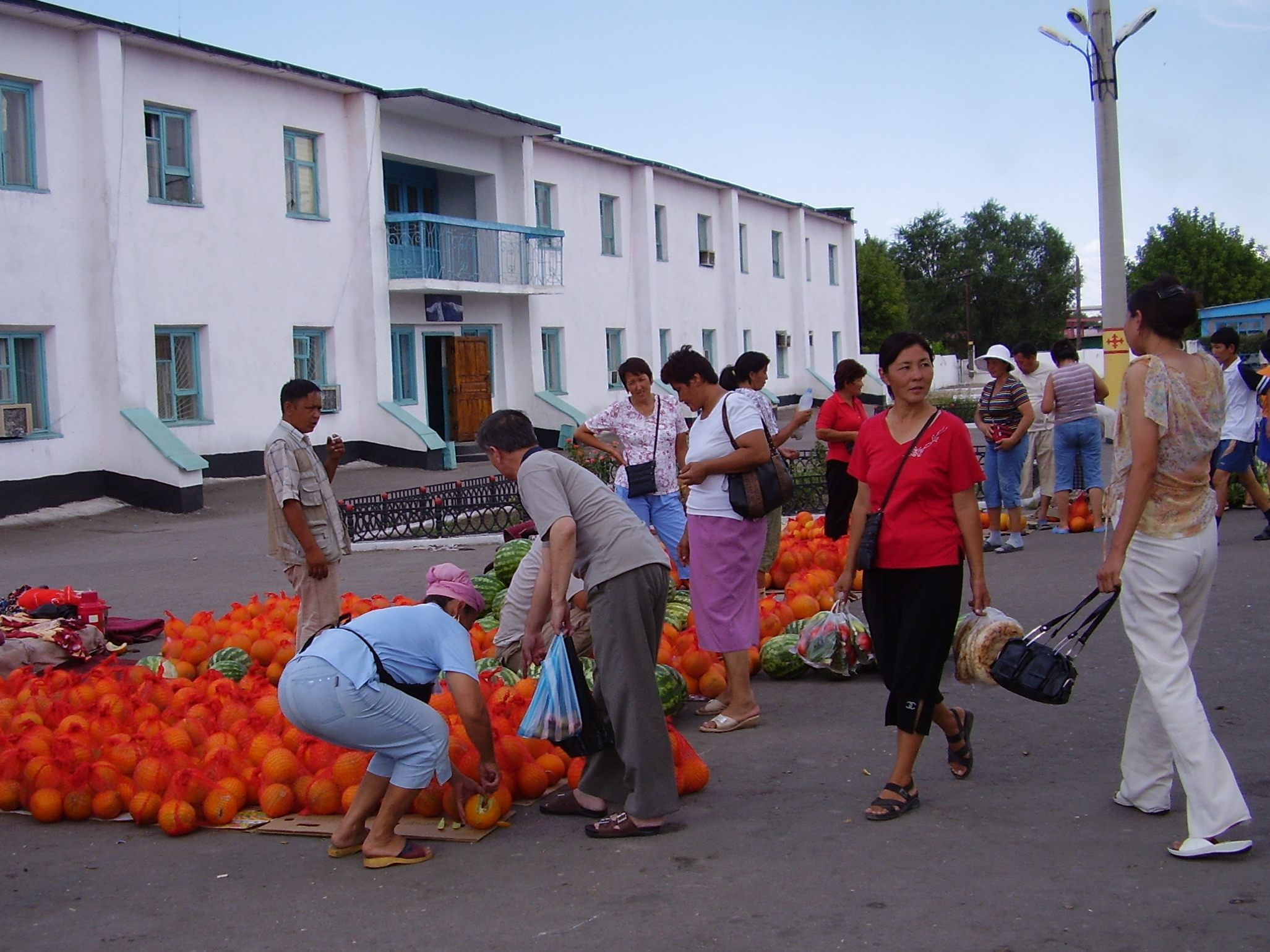
prodej melounů na nástupišti železniční stanice

Šu (kazašsky Шұ, rusky Шу; do roku 1992 Ču) je město v Žambylské oblasti v jižním Kazachstánu. Leží na řece Ču, zhruba 230 km severovýchodně od Tarazu na železniční trati Taraz–Almaty (součást Turksiba). Ve městě jsou opravny motorů, mlékárenský a cukrovarnický průmysl. V roce 2004 zde žilo 33 000 obyvatel.